# Compostel·la Oberta
Compostel·la Oberta (en gallec: Compostela Aberta) és un moviment ciutadà i partit polític de la ciutat de Santiago de Compostel·la que lidera una candidatura d'unitat popular d'esquerres que es presenta per primer cop a les eleccions municipals de maig de 2015.
El candidat de Compostel·la Oberta a l'Ajuntament de Santiago de Compostel·la fou Martiño Noriega Sánchez, membre d'Anova-Irmandade Nacionalista i alcalde de Teo. En el moviment participen diversos partits polítics: Esquerda Unida, Anova-Irmandade Nacionalista, Podem, Equo, Espazo Ecosocialista Galego i independents.
És una de les moltes candidatures d'unitat popular formades per partits d'esquerres que es van presentar a les eleccions municipals de 2015, com Ara Madrid, Barcelona en Comú, Saragossa en Comú, Marea Atlàntica, Ferrol en Comú, Lugonovo, Marea Pontevedra, Marea de Vigo o Màlaga Ara.